# Jörn
Jörn est un cratère d'impact de 20,7 km situé sur Mars dans le quadrangle d'Iapygia par 26,92° S et 76,33° E, dans le sud-ouest de Tyrrhena Terra à proximité du cratère Runanga.